# 444P/WISE-PANSTARRS
444P/WISE-PANSTARRS è una cometa periodica appartenente alla famiglia delle comete gioviane. 

## Storia della scoperta
Questa cometa ha avuto una scoperta particolarmente complicata. Inizialmente è stata scoperta il 9 giugno 2010 e ritenuta un asteroide e come tale denominata 2010 LK36,
al passaggio al perielio seguente è stata riscoperta il 29 giugno 2016, nuovamente ritenuta un asteroide ma non correlata con le osservazioni del 2010 per cui gli è stata data una nuova denominazione, 2016 MD1, circa un mese dopo, il 1 agosto 2016, è stata riscoperta nuovamente, sempre come asteroide e anche questa volta non è stata correlata con l'oggetto del 2010 o con l'oggetto scoperto appena 32 giorni prima per cui è stata denominata 2016 PM1, nel febbraio 2018 vennero scoperte immagini d'archivio dell'"asteroide" risalenti al 26 aprile 2003, il 7 febbraio 2022 veniva riscoperta al successivo passaggio al perielio, per l'ennesima volta come asteroide e denominata 2022 C4, finalmente l'8 giugno 2022 veniva scoperta la sua natura cometaria: l'Unione Astronomica Internazionale in base alle regole vigenti per la denominazione delle comete ha proceduto il 19 luglio 2022 a numerare la cometa, ora 444P/WISE-PANSTARRS.

## Particolarità orbitali
La cometa ha una MOID col pianeta Giove di sole 0,1396 U.A., questa ridotta MOID con Giove comporta la possibilità di passaggi ravvicinati tra i due corpi con conseguenti cambiamenti degli elementi orbitali della cometa.
Il 27 settembre 1930 i due corpi passarono a 0,159 U.A. di distanza, il 31 luglio 2013 passarono a 0,135 U.A.